# سیارک ۲۰۳۵۱
سیارک ۲۰۳۵۱ (به انگلیسی: 20351 Kaborchardt، نامگذاری:1998HN127) بیست هزار و سیصد و پنجاه و یکمین سیارک کشف شده‌است که در ۱۸ آوریل ۱۹۹۸ کشف شد.
قدر مطلق سیارک برابر ۱۴.۸ است.